# Lordotus rufotibialis
Lordotus rufotibialis är en tvåvingeart som beskrevs av Johnson 1959. Lordotus rufotibialis ingår i släktet Lordotus och familjen svävflugor. Inga underarter finns listade i Catalogue of Life.